# Thomas Telfair
Thomas Telfair (Savannah, 2 marzo 1786 – Savannah, 18 febbraio 1818) è stato un politico statunitense.

## Biografia
Era il terzo dei sette figli di Edward Telfair, governatore della Georgia, e di sua moglie Sarah Gibbons. Studiò prima all'università di Princeton e poi in Connecticut, divenendo avvocato.
Dopo la morte del padre, mentre il fratello maggiore Josiah si occupava delle grandi proprietà terriere della famiglia, Thomas divenne impegnato in politica, venendo eletto alla Camera dei Rappresentanti per due mandati consecutivi. Alla morte del fratello Josiah nel 1817 decise di non ricandidarsi per succedergli nella gestione dei beni di famiglia, solo per morire a sua volta l'anno successivo a trentun anni.